# جون كينيدي (موجه قوارب)
جون كينيدي (بالإنجليزية: John Kennedy)‏ هو موجه قوارب ‏ أمريكي، ولد في 19 مايو 1900 في فيلادلفيا في الولايات المتحدة، وتوفي في 1 سبتمبر 1971 في ليكوود في الولايات المتحدة.

## وصلات خارجية
- جون كينيدي على موقع الاتحاد الدولي للتجديف (الإنجليزية)
- جون كينيدي على موقع اللجنة الأولمبية الدولية (الإنجليزية)
- جون كينيدي على موقع أوليمبيديا (الإنجليزية)